# Mid Express Tchad
Mid Express Tchad es una aerolínea de carga con base en Yamena, Chad.

## Flota
La flota de Mid Express Tchad incluye los siguientes aviones (a 4 de julio de 2009):
- 1 Boeing 707-300